# Aristolochia sessilifolia
Aristolochia sessilifolia är en piprankeväxtart som först beskrevs av Johann Friedrich Klotzsch, och fick sitt nu gällande namn av Gustaf Oskar Andersson Malme. Aristolochia sessilifolia ingår i släktet piprankor, och familjen piprankeväxter. Inga underarter finns listade i Catalogue of Life.